# Styx Dorsum
Styx Dorsum és una formació geològica de tipus dorsum a la superfície de Mart, localitzada amb el sistema de coordenades planetocèntriques a 31.51 ° latitud N i 152.03 ° longitud E, que fa 90.67 km de diàmetre. El nom va ser aprovat per la UAI l'any 1985 i fa referència a una característica d'albedo.